# Este loco... loco Buenos Aires
 Este loco... loco Buenos Aires  es una película de Argentina filmada en Eastmancolor dirigida por Fernando Siro según el guion de Salvador Valverde Calvo que se estrenó el 15 de marzo de 1973 y que tuvo como actores principales a Santiago Bal, Susana Brunetti, Ismael Echeverría, Nelly Panizza y  Eduardo Muñoz. El director de fotografía fue el futuro director de cine Aníbal Di Salvo.

## Sinopsis
Un músico cordobés llega a Buenos Aires y se hospeda en una pensión donde conocerá a un porteño avivado, a una provinciana que trabaja como corista de un teatro de revistas, a una chica amable y servicial y al éxito.

## Reparto
- Santiago Bal (Ricardo)
- Susana Brunetti (Ana María)
- Ismael Echeverría (Rufino Manggiapane)
- Nelly Panizza (Tita)
- Eduardo Muñoz (Miguel)
- Laura Bove (Susy)
- Jorgelina Aranda (Jorgelina)
- Beba Granados (Beba)
- Fernando Siro
- Susan Sharpe (Alejandra)
- Hugo Caprera
- Carlos Lagrotta
- Edgardo Cané
- Miguel Jordán
- Ernesto Juliano
- Alí Bargach
- Rogelio Romano
- E. López Torres
- Jorge De Luca
- Horacio Monzón
- Carlos Trabousi
- Fernando Iglesias

## Comentarios
"Este Loco... Loco Buenos Aires" contó en su elenco con tres de los cuatro protagonistas de la exitosa telecomedia de Canal 13 "Gorosito Y Sra.": Santiago Bal, Susana Brunetti y Eduardo Muñoz. La única figura protagónica de dicha comedia de situaciones que no formó parte del film fue Mabel Manzotti. 
Vale destacar que esta película de Fernando Siro es la última incursión en cine de Susana Brunetti, quien fallece el año siguiente a causa de un cáncer terminal. Tenía sólo 32 años.
J.C.A. escribió:

”Si a usted le parece que ha visto un centenar de películas como ésta, es probable que no se equivoque.”

Clarín dijo:

”Un vacío film nacional.”

Manrupe y Portela escriben:

”Cuento de hadas para estelarizar al más destacado del grupo cómico-folclórico Los Bombos Tehuelches y aprovechar el éxito televisivo de Bal-Brunetti. De lo más intrascendente de Siro.”